# Odd to Love
Odd to Love è il sesto album in studio di Tenedle. Dedicato alla poesia di Emily Dickinson, in inglese, è composto da 12 tracce su testi della poetessa statunitense con la partecipazione del trombettista Bert Lochs.

## Tracce
1. All We Know of Love
2. I Cannot Dance Upon My Toes
3. The Brain Is Wider than the Sky
4. He Put the Belt
5. My Life Had Stood a Loaded Gun
6. If You Were Coming in the Fall
7. Love thou Art
8. Make Me a Picture of the Sun
9. Of All the Sounds
10. These Fevered Days
11. This Consciousness
12. Bring Me the Sunset in a Cup